# Acropimpla didyma
Acropimpla didyma là một loài tò vò trong họ Ichneumonidae.